# Money Shot: The Pornhub Story
Money Shot: The Pornhub Story és un documental de Netflix del 2023 sobre Pornhub i la seva empresa matriu MindGeek. Presenta imatges d'entrevistes de treballadores sexuals, exempleats de Pornhub, periodistes i personatges contra el tràfic sexual. El documental se centra en un escàndol del 2020 sobre pornografia no consensuada a Pornhub, inclosos els nens, i com les conseqüències van afectar els artistes pornogràfics.
Netflix es va acostar a Jigsaw Productions sobre la pel·lícula: la directora Suzanne Hillinger estava interessada que es destaquessin les opinions de les treballadores sexuals, sentint que estaven infrarepresentades a la cobertura dels mitjans. Hillinger va dir que moltes figures de la indústria pornogràfica inicialment es van mostrar reticents a participar. Cherie DeVille es va mostrar escèptica, però va participar per presentar la narrativa que els grups contra el tràfic sexual tenien agendes cristianes de dretes. Noelle Perdue, exempleada de MindGeek, va treballar com a arxivista i verificadora de continguts, a més de ser entrevistada.
Segons Rotten Tomatoes, la majoria de les crítiques del documental van ser positives. Tanmateix, els revisors estaven dividits en molts temes, inclosos el missatge, la procedència i el ritme. Alguns crítics ho van qualificar de neutral, però d'altres ho van veure com un treball a favor de les treballadores sexuals. L'enfocament en els objectius polítics de les organitzacions contra el tràfic sexual es va considerar generalment com un punt fort, però algunes revisions van criticar la manca de profunditat de les entrevistes o les contradiccions no resoltes entre les diferents opinions que es presenten. Les conclusions extretes per altres revisors inclourien que mancava moderació del contingut a Pornhub i que hi havia problemes amb la concentració de diners i poder a la indústria de la pornografia.

## Sinopsi
El documental, que presenta imatges d'entrevistes sense narració, s'obre amb alguns subjectes que relaten els seus primers records de veure pornografia. S'entrevista treballadores sexuals i persones associades a Pornhub, inclosos antics empleats, periodistes i personalitats jurídiques.
La corporació canadenca Pornhub va començar com un lloc de difusió de vídeos gratuït per veure contingut piratejat, comparable a LimeWire per a música o The Pirate Bay per a pel·lícules. Va ser fundat per tres estudiants de la Universitat de Concordia i venut a Fabian Thylmann de MindGeek, una empresa de dades, el 2010. Després que Thylmann fos condemnat per evasió fiscal, Pornhub i MindGeek van passar sota el control de Feras Antoon i David Tassillo i de l'inversor Bernd Bergmair. Pornhub va guanyar força gràcies a l'optimització per motors de cerca (SEO) i es va beneficiar dels anuncis i promocions. Els intèrprets pornogràfics inicialment estaven descontents perquè no podien monetitzar contingut a Pornhub; això va canviar el 2018 amb la funció Modelhub. Noelle Perdue és entrevistada per al documental, i explica que va treballar per a Pornhub durant tres anys com a guionista, productora i reclutadora pornogràfica.
Una demanda civil contra Pornhub tingué fins a 30 demandants, i fou dirigida per l'advocat Michael Bowe. Les demandants afirmaren que l'empresa és còmplice de la pornografia no consentida que presentava, com ara pornografia de venjança, vídeos de violació i vídeos d'abús sexual infantil. Bowe acusa Pornhub de racket. Sobre aquest tema, Dani Pinter, representant del National Center on Sexual Exploitation (NCOSE), criticà l'explotació sexual infantil a Pornhub.
El tema de les víctimes de pornografia infantil és el tema d'un article de 2020 per a The New York Times de Nicholas Kristof : "The Children of Pornhub". Gairebé al mateix temps, l'organització cristiana sense ànim de lucre Exodus Cry va liderar una campanya, '#Traffickinghub', que s'oposava al contingut de tràfic sexual a Pornhub. Les treballadores sexuals al documental caracteritzaren Exodus Cry com una organització d'extrema dreta fundada per un predicador evangèlic, la missió del qual és posar fi a tot el treball sexual. Dient una cosa semblant de NCOSE, que abans es deia Morality in Media.
El 2020, Nicholas Kristof va escriure l'article "The Children of Pornhub" per a The New York Times, sobre el tema dels nens víctimes de pornografia no consensuada penjats a Pornhub. Contemporàniament, l'organització cristiana sense ànim de lucre Exodus Cry va liderar una campanya, '#Traffickinghub', que s'oposava al contingut de tràfic sexual a Pornhub. Aquests esdeveniments van portar a Mastercard i Visa a no permetre el processament de pagaments amb l'empresa i van fer que Pornhub prohibís les càrregues d'usuaris no verificats. L'article de Kristof havia suggerit tres canvis a Pornhub: requerir la verificació de l'usuari; impedir la descàrrega de l'usuari; i augmentar la moderació del contingut. Siri Dahl, una intèrpret pornogràfica, va dir que aquestes eren "increïblement raonables" i mesures que les treballadores sexuals afavorien, però que aquestes treballadores es van convertir en víctimes dels boicots de les companyies de targetes de crèdit. Mentrestant, la major part dels ingressos de Pornhub provenien dels anuncis de bàners.
Una audiència del Parlament del Canadà investigà contingut no consensuat a Pornhub. Es presentà evidència que, tot i que MindGeek cooperava amb el National Center for Missing &amp; Exploited Children (NCMEC) per eliminar contingut no consentit, s'esperava que els moderadors de contingut veiessin almenys 700 vídeos marcats al dia, més del que poden investigar correctament. Stabile assenyalava que, poc després d'esmentar la seva ubicació al Parlament del Canadà, la mansió del CEO de MindGeek, Feras Antoon, va ser cremada, tot i que no se'n coneix el culpable ni el motiu.
Noelle Perdue criticà MindGeek, per a qui va treballar com a guionista, productora i reclutadora pornogràfica durant tres anys. Ella digué que no tots els executius de Pornhub eren conscients del projecte de llei nord-americà FOSTA-SESTA (2018), que afectava les treballadores sexuals legals. A més, les treballadores sexuals plantejaren problemes amb què s'enfrontaven d'altres empreses d'Internet. Per exemple, l'octubre de 2021, OnlyFans va dir que prohibiria el material pornogràfic. Adora diu que això va deixar actors pornogràfics com ella en posicions financerament insegures. Dahl comenta que la censura dels llocs web és un problema per a les treballadores sexuals: els seus comptes a Instagram es poden prohibir fins i tot si no es publica cap material sexual, i llocs com OnlyFans prohibiren paraules associades a l'activitat sexual consensuada, com ara "pegging". Allie Knox descrigué que els canvis a Craigslist van augmentar el perill per a les treballadores sexuals alhora que dificultaven la identificació dels traficants de nens.

## Entrevistats
- Gwen Adora, actriu pornogràfica
- Asa Akira, actriu pornogràfica i portaveu de Pornhub
- Michael Bowe, representant legal de les víctimes de pornografia no consentida a Pornhub
- Whitney Burgoyne, exempleada de Pornhub
- Siri Dahl, actriu pornogràfica
- Cherie DeVille, actriu pornogràfica
- Natassia Dreams, actriu pornogràfica i portaveu de Pornhub
- Wolf Hudson, actor pornogràfic
- Allie Knox, actriu pornogràfica
- Nicholas Kristof, periodista de The New York Times
- Bree Mills, directora pornogràfica
- Martin Patriquin, periodista de The Logic
- Noelle Perdue, exempleada de MindGeek
- Dani Pinter, portaveu del Centre Nacional d'Explotació Sexual
- Yiota Souras, portaveu del National Center for Missing &amp; Exploited Children
- Michael Stabile, portaveu de la Free Speech Coalition

## Producció
El documental es va estrenar a la plataforma de streaming Netflix el 15 de març de 2023 a uns 65 països. Va ser dirigit per Suzanne Hillinger i editat per la seva dona Alexis Johnson. Netflix es va acostar a Jigsaw Productions per fer un documental sobre Pornhub i la responsabilitat corporativa. Les primeres escenes rodades van ser amb Bowe el dia que va presentar una denúncia legal.
Hillinger va descriure l'enfocament central com "el que significa la sexualitat i el consentiment quan les plataformes d'Internet de mil milions de dòlars prosperen amb contingut generat pels usuaris". Hillinger pretenia que facilités "converses importants sobre sexe i consentiment". Hillinger va dir que els problemes amb el contingut no consensuat s'aplicaven a la totalitat d'Internet, no només a Pornhub. Segons Hillinger, NCOSE tenia "alguns motius qüestionables", però Pinter estava ben informat, era persuasiu i no es va negar a respondre preguntes difícils. Hillinger va optar per no centrar-se en els partidaris financers d'Exodus Cry o NCOSE, creient que s'hauria distret de temes més grans com la privadesa, el consentiment i la llibertat d'expressió.
Hillinger va dir que molts antics empleats de MindGeek havien signat acords de confidencialitat (NDA) amb l'empresa i tenien "realment, molta por" de participar en el documental. Adora va posar Hillinger en contacte amb Perdue, que al principi "sospitava amb raó". A més de ser entrevistat, Perdue va exercir d'arxiver i verificador de fets del documental., escrivint també sobre el treball sexual per a diaris com Slate, The Washington Post i Wired. Com a "historiador del porno a Internet", Perdue esperava que el documental provoqués que els espectadors sentissin un "sentit de responsabilitat" i "impliqués encara més"... per curiositat en comptes de vergonya o estigma". Perdue va començar com a guionista de Brazzers, una productora propietat de MindGeek, i va passar a escriure històries LGBT. Després de sentir-se incòmode amb això, va sol·licitar un trasllat a Modelhub. Va marxar el 2020, percebent que la companyia ignorava els comentaris dels artistes pornogràfics. Perdue va dir que Money Shot hauria d'haver mostrat un context més ampli de moderació de contingut a Internet i la naturalesa del tràfic.
Hillinger volia centrar-se en les treballadores sexuals perquè sentia que estaven infrarepresentades als articles d'opinió i als mitjans de comunicació de Kristof. No va donar als entrevistats el dret d'aprovar el metratge editat d'ells que es va utilitzar. Hillinger va dir que va obrir converses reconeixent que els subjectes sospitarien d'ella i afirmant que el documental no tindria un narrador. Va suggerir que Adora confiés en ella després de revisar la seva filmografia i per la seva identitat queer compartida. Dahl va donar comentaris positius al producte final, dient que va aconseguir presentar el punt de vista de les treballadores sexuals "d'una manera que mai ho havien estat abans" i va provocar converses sobre el treball sexual i el porno entre el públic.
DeVille va escriure a Rolling Stone que les campanyes que es presentaven com a antitràfic sexual eren de dretes, cristianes i antiporno, i que Hillinger va dir que la pel·lícula presentaria aquesta narrativa. Tot i que escèptica de ser entrevistada, DeVille va acceptar participar-hi, escollint utilitzar colors suaus i portar roba que li cobria la pell per mitigar el fet de ser retratada com a poc intel·ligent o falsa. El rodatge es va dur a terme en una casa de camp llogada als afores de Los Angeles durant quatre hores. Va dir que no odiava ni estimava la pel·lícula i que no es va penedir del seu paper en ella.
El compte d'Instagram d'Adora es va suspendre el dia que es va estrenar Money Shot i el de Hillinger una setmana després.

## Recepció
Netflix va declarar que en la seva primera setmana, Money Shot es va emetre per 13 milions d'hores; va ser la quarta pel·lícula més vista a la plataforma. Va arribar al top ten de cada país on estava disponible. A l'agregador de ressenyes Rotten Tomatoes, que va classificar 31 ressenyes com a positives o negatives, el documental té una puntuació d'aprovació del 84%. Va ser puntuat amb 2,5 sobre 5 estrelles per News24 i 2 estrelles per The Indian Express i The Guardian.
Alguns crítics van criticar la narrativa i l'abast del documental. Nick Schager a The Daily Beast i Gabi Zietsman a News24 van considerar que hi havia una manca de periodisme d'investigació i que els temes no es tractaven amb prou profunditat. De la mateixa manera, a The Indian Express, Rohan Naahar va criticar la "narrativa solta" del documental. Lucy Ford va escriure a GQ que l'abast de temes era massa ampli. En una ressenya per a Jezebel, però, Rich Juzwiak va escriure que "excel·leix a l'hora d'esbrinar els matisos" del tema. Barry Hertz va suggerir a The Globe and Mail que era massa lent. Noel Murray de Los Angeles Times va pensar que el temps d'execució era massa curt, però que contenia contingut sexualment explícit irrellevant. No obstant això, els crítics van trobar en gran manera el to desagradable i Schager va criticar la pel·lícula per descriure de manera enganyosa la pornografia com una gran part del softcore.
Es van fer diversos comentaris sobre el missatge general del documental. El títol és un joc de paraules, fent referència tant als fluxos d'ingressos de Pornhub com a una ejaculació en la pornografia. Ford va elogiar la decisió d'obrir amb "la realitat profundament poc sexy" de l'ús de dades i publicitat de Pornhub i la logística de producció i edició de material sexual. Va suggerir que el missatge del documental és que la pornografia és un "monopoli capitalista" dictat per factors econòmics. Katie Rife de Polygon, va veure que tenia una oposició persuasiva a la concentració de poder incomprensible en mans d'"homes tecnòlegs i capitalistes de risc". Naahar va creure, d'altra banda, que el documental no té "absolutament res nou a aportar": va trobar obvi que Pornhub havia tingut comportaments poc ètics, les treballadores sexuals es van convertir en "danys col·laterals" i el "control de danys" de l'empresa no era virtuós. Peter Bradshaw de The Guardian va escriure que una pregunta més interessant i inexplorada és si Pornhub, i els llocs web no pornogràfics, són editors o plataformes, i quina responsabilitat tenen pel contingut que allotgen.
Les crítiques discrepen en la qüestió de la neutralitat. Crítics com Zietsman i Owen Gleiberman de Variety, van veure la pel·lícula com a neutral, i aquest últim va elogiar l'"equitat periodística sense complicacions". Murray va aprovar la seva perspectiva com a "reflexiva", malgrat el tema complicat. Hertz creia que la seva neutralitat era negativa, ja que patia una tensió no resolta entre les opinions oposades que presenta. Zietsman va comentar que el documental va dedicar la major part del seu temps de pantalla als treballadors adults de la indústria. Bradshaw creia que el documental presentava aquests treballadors com "empresaris creatius i herois de la sensualitat consentida". Rife va dir que, en el context d'un enfrontament de llarga data de punts de vista feministes sobre la pornografia, va centrar les opinions poc representades de les treballadores sexuals. Juzwiak va escriure que els treballadors de la indústria tenen l'oportunitat d'explicar els efectes de les mesures contra el tràfic sexual en les seves vides i Pornhub va ser examinat per una moderació de contingut "granadament inadequada".
Sobre el tema dels activistes contra el tràfic sexual, Rife va escriure que el documental adopta una "posició atrevida": els activistes exageren la prevalença de material d'abús sexual infantil a Pornhub. Gleiberman va dir que el documental ofereix una anàlisi "destacada i reflexiva" de les afirmacions dels activistes. Juzwiak va opinar que el documental aconsegueix mostrar que els "agents antisexe" estan aprofitant una reacció legítima a l'explotació sexual amb una revelació "narrativament convincent" de l'agenda política de NCOSE, tot i que "confon una mica el missatge". A més de Juzwiak, Schager va criticar el comentari de Pinter en nom de NCOSE. Naahar va criticar la manca de contribucions dels empleats actuals de Pornhub o dels activistes anti-Pornhub. De la mateixa manera, Bradshaw va destacar que Laila Mickelwait d'Exodus Cry no va ser entrevistada.